# Константий Китроски
Константий (на гръцки: Κωνστάντιος, Константиос) е гръцки духовник, епископ на Цариградската патриаршия.

## Биография
Роден е в южномакедонското градче Бер (Верия) в 1746 година. Около 1778 година става китроски епископ.
Управлението му продължава до 1789 година, в която вероятно умира.